# Hakkin no Yoake
Albums de Momoiro Clover Z
Amaranthus
(17 février 2016)
Remix par Momoiro Clover Z
Re:Momoiro Clover Z
(septembre 2015)
Singles
1. Moon Pride
Sortie : 30 juillet 2015
2. Yume no Ukiyo no Saite Mina
Sortie : 28 janvier 2015
3. "Z" no Chikai
Sortie : 29 avril 2015

Hakkin no Yoake (白金の夜明け, trad. : « L'aube platine ») est le quatrième album du groupe japonais Momoiro Clover Z sorti en 2016 simultanément avec AMARANTHUS, le 3e album du groupe.

## Détails de l'album
Cet album sort le 17 février 2016 au Japon, presque trois ans après l'album à succès 5th Dimension.
Il sort de manière simultanée avec l'album AMARANTHUS.
Il est vendu en plusieurs éditions: une édition régulière (avec un CD seulement contenant de nouvelles chansons et les singles sortis respectivement en 2014 et 2015 tels que Moon Pride, « Z » no Chikai, et le single Yume no Ukiyo ni Saite Mina en duo avec le groupe de rock KISS.) et une édition limitée comprenant un Blu-ray en supplément contenant les clips vidéo, un mini documentaire et autres vidéos.

## Formation
- Kanako Momota (leader)
- Reni Takagi
- Momoka Ariyasu
- Shiori Tamai
- Ayaka Sasaki

## Liste des titres
| 1.  | Tōgenkyō (桃源郷)                                 |                         |  |
| 2.  | Hakkin no Yoake (白金の夜明け)                    |                         |  |
| 3.  | Mahalo Vacation (マホロバケーション)              |                         |  |
| 4.  | Yume no Ukiyo ni Saitemina (夢の浮世に咲いてみな) | single en duo avec KISS |  |
| 5.  | ROCK THE BOAT                                     |                         |  |
| 6.  | Kibō no Mukō e (希望の向こうへ)                   |                         |  |
| 7.  | Country Rose (カントリーローズ)                   |                         |  |
| 8.  | Imagination (イマジネーション)                    |                         |  |
| 9.  | MOON PRIDE                                        | 12e single              |  |
| 10. | « Z » no Chikai (「Z」の誓い)                     | 14e single              |  |
| 11. | Ai wo Tsugu Mono (愛を継ぐもの)                   |                         |  |
| 12. | Mokkuro Ninaru Hate (もっ黒ニナル果て)            |                         |  |
| 13. | Momoiro Sora (桃色空)                             |                         |  |

| 1. | MUSIC VIDEO                        |  |
| 2. | Album Documentary & Off-Shot Video |  |